# Valhermosa de Valdivielso
Valhermosa de Valdivielso es una localidad y una Entidad Local Menor situadas en la  provincia de Burgos,  comunidad autónoma de  Castilla y León (España), comarca de Las Merindades, partido judicial de Villarcayo, ayuntamiento de Merindad de Valdivielso.

## Geografía

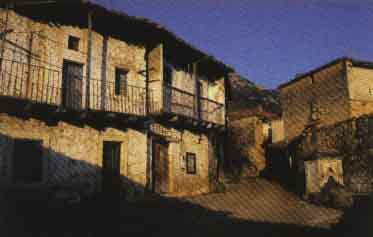
Plaza.

Se encuentra a 67 km al norte de Burgos capital, y a 20km de Villarcayo, en el corazón del Valle de Valdivielso, flanqueado por la Sierra de la Tesla y el río Ebro
Se accede por la carretera local BU-V-5314, entre las localidades de Arroyo y Hoz. Esta vía comunica con la nacional N-232 de Cabañas de Virtus con Oña.

## Demografía
En el padrón municipal de 2024 contaba con 21 habitantes.

## Historia
Lugar  en el Partido de Abajo uno de los cuatro en que se dividía la Merindad de Valdivielso en el Corregimiento de las Merindades de Castilla la Vieja, jurisdicción de realengo con regidor pedáneo.
A la caída del Antiguo Régimen queda agregado al ayuntamiento constitucional de Merindad de Valdivielso, en el partido de Villarcayo perteneciente a la región de Castilla la Vieja.

## Personajes Ilustres
El célebre prelado y religioso dominico español Fray Antonio de Valdivieso habría nacido en Valhermosa a finales del siglo XV, según asegura Alejandro Manzanares.

## Monumentos
- Torre de los Saravia de Rueda, de considerable altura a pesar de haber sido desmochada. Su construcción data de los siglos XV y XVI. Adosado a la torre hay un palacio y un recinto almenado.
- Ruinas de la ermita en las cercanías

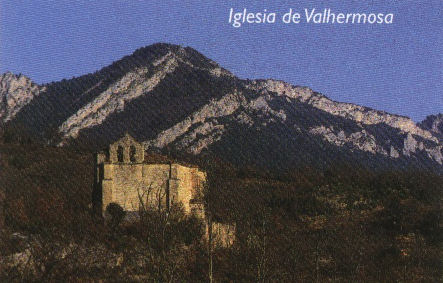
Antigua Iglesia.

## Parroquia
Iglesia dependiente de Hoz, parroquia de Condado en el Arcipestrazgo de Merindades de Castilla la Vieja, diócesis de Burgos.